# (1520) Imatra
(1520) Imatra es un asteroide que forma parte del cinturón de asteroides y fue descubierto por Yrjö Väisälä el 22 de octubre de 1938 desde el observatorio de Iso-Heikkilä, Finlandia.

## Designación y nombre
Imatra fue designado inicialmente como 1938 UY.
Más adelante se nombró por la ciudad finesa de Imatra.

## Características orbitales
Imatra está situado a una distancia media del Sol de 3,109 ua, pudiendo acercarse hasta 2,804 ua. Tiene una inclinación orbital de 15,24° y una excentricidad de 0,09826. Emplea 2003 días en completar una órbita alrededor del Sol.